# Kolcolist
Kolcolist (Ulex L.) – rodzaj roślin należący do rodziny bobowatych. Obejmuje 15 gatunków występujących w zachodniej Europie i północno-zachodniej Afryce. Kolcolist zachodni Ul. europaeus został szeroko rozprzestrzeniony na wszystkich kontynentach z wyjątkiem Antarktydy (jako introdukowany obecny jest także w Polsce). Są to krzewy rosnące w śródziemnomorskich formacjach zaroślowych (w makii), w widnych lasach, na wrzosowiskach i na wydmach. Często związane są z obszarami występowania pożarów.
Kolcolist zachodni uprawiany bywa jako krzew ozdobny, żywopłotowy, dla stabilizacji gleb i ochrony ich przed erozją, jednak jest bardzo kłopotliwy z powodu swojej inwazyjności. Użytkowane jest także jego drewno, wykorzystywany był jako roślina barwierska, kwiaty zaparzano i pito w formie naparów.

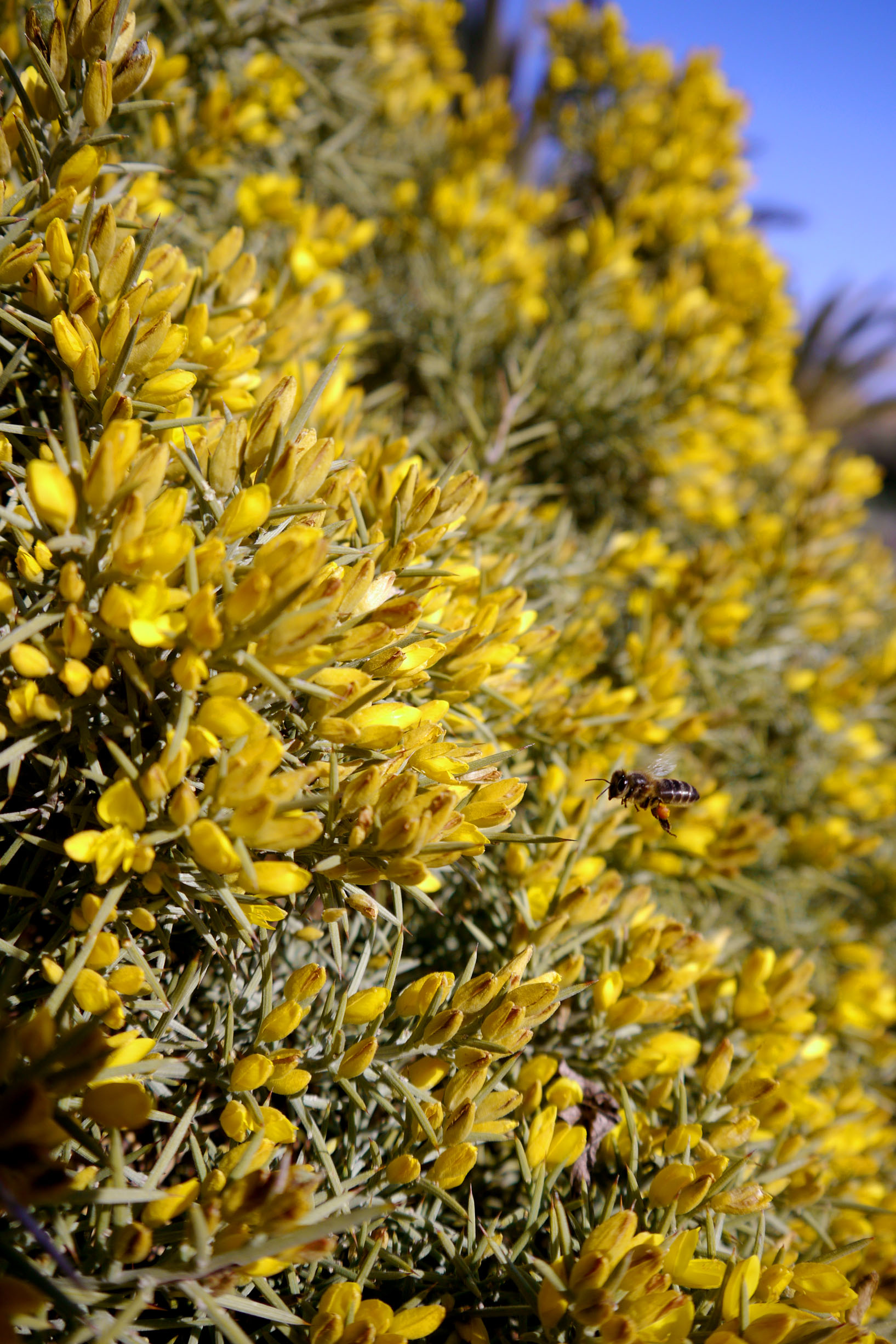
Ulex canescens

## Morfologia

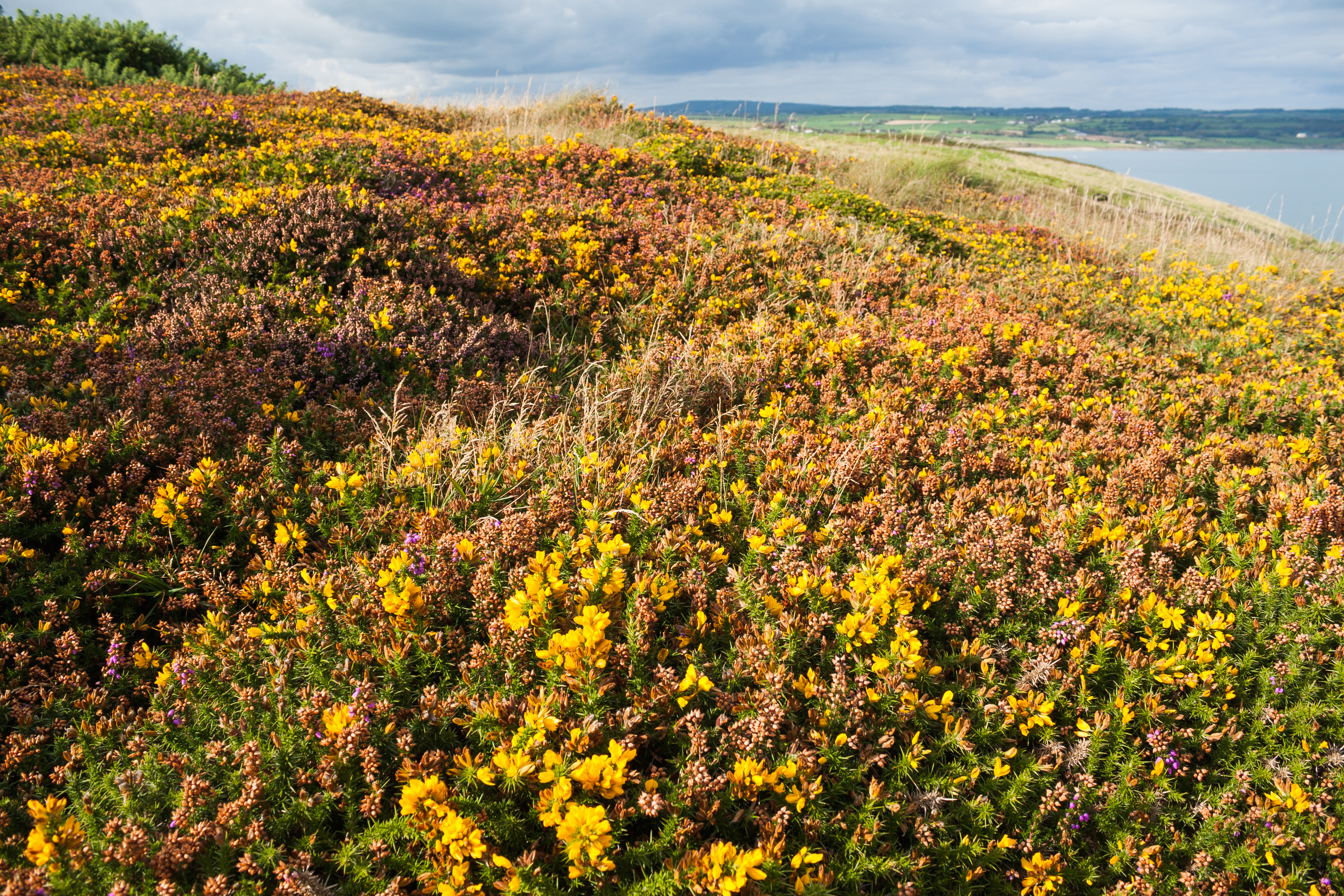
Ulex gallii z wrzoścem popielatym

PokrójKrzewy osiągające do 3 m wysokości o pędach silnie ciernistych.
LiścieSkrętoległe, sezonowe i w dodatku często odpadające na początku sezonu wegetacyjnego, przez co pędy przez jego znaczną część pozostają bezlistne. U młodych roślin liście trójlistkowe z cienkimi blaszkami, u starszych listki zwykle zredukowane do łusek lub cierni.
KwiatyMotylkowe, wyrastają pojedynczo lub skupione po kilka w kątach liści. Kielich z 5 nierównymi ząbkami, dwuwargowy, zwykle owłosiony. Korona żółta, z żagielkiem szerokim, jajowatym, zgiętym pośrodku, skrzydełka wąskie, łódeczka na szczycie zaokrąglona. Pręcików jest 10, ich nitki w dolnej połowie są zrośnięte w rurkę. Słupek pojedynczy, z jednego owocolistka, z górną zalążnią zawierającą kilka zalążków.
OwoceStrąki owłosione, zawierające od jednego do 6 nasion.

## Systematyka
Pozycja systematyczna
Jeden z rodzajów podrodziny bobowatych właściwych Faboideae w rodzinie bobowatych Fabaceae s.l. W obrębie podrodziny należy do plemienia Genisteae. W niektórych analizach rodzaj zagnieżdżony jest w obrębie rodzaju janowiec Genista, stąd rozważane jest jego tam włączenie. Wskazywany jest też jako odrębny takson monofiletyczny, siostrzany względem rodzaju Stauracanthus.
Podział na gatunki w obrębie rodzaju jest w wielu przypadkach problematyczny ze względu na ich ewolucję retikularną (siateczkową) powodowaną przez powszechne występowanie hybrydyzacji i poliploidyzacji.
Wykaz gatunków
- Ulex argenteus Welw. ex Webb
- Ulex australis Clemente
- Ulex baeticus Boiss.
- Ulex borgiae Rivas Mart.
- Ulex × breoganii (Castrov. & Valdés Berm.) Castrov. & Valdés Berm.
- Ulex canescens Lange
- Ulex cantabricus Álv.Mart., Fern.Casado, Fern.Prieto, Nava & Vera
- Ulex × dalilae Capelo, J.C.Costa & Lousã
- Ulex densus Welw. ex Webb
- Ulex erinaceus Welw. ex Webb
- Ulex eriocladus C.Vicioso
- Ulex europaeus L. – kolcolist zachodni
- Ulex gallii Planch.
- Ulex jussiaei Webb
- Ulex × lagrezii Rouy
- Ulex micranthus Lange
- Ulex minor Roth
- Ulex parviflorus Pourr.